# Meracanthomyia spenceri
Meracanthomyia spenceri är en tvåvingeart som beskrevs av Hardy 1973. Meracanthomyia spenceri ingår i släktet Meracanthomyia och familjen borrflugor.
Artens utbredningsområde är Vietnam. Inga underarter finns listade i Catalogue of Life.